# Wildwood (Georgia)
Wildwood es una localidad ubicada en el Condado de Dade, en el estado estadounidense de Georgia. Se encuentra cerca de la frontera con Tennessee y de los límites de la ciudad de Chattanooga, y se considera parte del área  metropolitana de dicha ciudad. Se asienta en el valle diagonal entre Sand Mountain y Lookout Mountain, que atraviesa todo el Condado de Dade. Según el censo de 2010 tenía una población de 1760 habitantes: por lo tanto, representa aproximadamente el 11,54% de la población del Condado de Dade.
El destacado humorista sureño George Washington Harris (1814–1869) está enterrado en el cementerio Brock en Wildwood. Aunque fue considerado uno de los escritores fundamentales del humor sureño e influyó mucho en las obras literarias de Mark Twain, William Faulkner y Flannery O'Connor, su tumba no fue identificada oficialmente ni marcada con un monumento hasta 2008.
Uno de los pocos edificios que se conservan en la localidad, anteriores a la guerra civil estadounidense, es la Belvedere Plantation, que data aproximadamente de 1835.

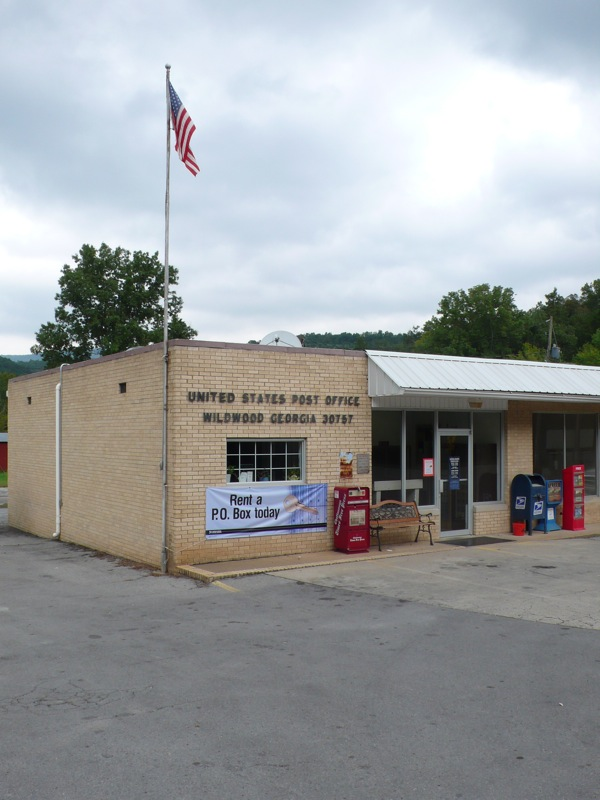
Oficina de correos en Wildwood, Georgia.

## Geografía
Wildwood se encuentra ubicada en las coordenadas 34°57′48″N 85°24′39″O / 34.96333, -85.41083.
El término norte de la Interestatal 59 con la Interestatal 24 se encuentra en la comunidad. Por la I-24, el centro de Chattanooga está a 18 km al noreste y Nashville (Tennessee), a 204 km al noroeste. Por la I-59, Birmingham (Alabama), está a 222 km (138 millas) al suroeste.